# Danny Coale
Daniel Kinsman Coale (Lexington, 27 giugno 1988) è un giocatore di football americano statunitense che gioca nel ruolo di wide receiver per i Dallas Cowboys della National Football League (NFL). Fu scelto nel corso del quinto giro (152º assoluto) del Draft NFL 2012 dai Cowboys. Al college, ha giocato a football alla Virginia Tech University.

## Carriera professionistica

### Dallas Cowboys
Il 28 aprile 2012, Coale fu scelto nel corso del quinto giro del Draft 2012 dai Cowboys. L'11 giugno 2012, il giocatore firmò un contratto quadriennale con uno stipendio base di 390.000 dollari per la stagione 2012. Dopo aver passato la prima parte della stagione nella squadra di allenamento dei Cowboys, a novembre si ruppe il legamento collaterale anteriore concludendo in anticipo la sua prima annata.

## Vittorie e premi
Nessuno